# Zapolje (rejon bieżanicki)
Zapolje (ros. Заполье) – wieś (ros. деревня, trb. dieriewnia) w zachodniej Rosji, w wołoście Luszczikskaja (osiedle wiejskie) rejonu bieżanickiego w obwodzie pskowskim.

## Geografia
Miejscowość położona jest nad kanałem Suszczowskaja Kanawa, 1,5 km od centrum administracyjnego osiedla wiejskiego (Luszczik), 6 km od centrum administracyjnego rejonu (Bieżanicy), 130 km od stolicy obwodu (Psków).

## Demografia
W 2010 r. miejscowość zamieszkiwało 136 osób.